# Liminar
Liminar é uma ordem judicial provisória decorrente do que se denomina na jurisprudência de "perplexidade da lei, do ser-estar constitucional". É toda decisão judicial tomada in limine litis, literalmente "na soleira, isto é, na fronteira ou início do litígio, da lide, da disputa". Muitas vezes, a própria lei especial prevê expressamente essa possibilidade. No direito do Brasil, a liminar é considerada gênero de tutela de urgência, da qual são espécies a tutela antecipada e a tutela cautelar.

## Liminar cautelar
Há liminar cautelar, destinada à protecção da eficácia do poder de jurisdição (cautelar conservativa) ou processo principal em razão da provável veracidade dos fundamentos invocados (fumus boni juris) pelo requerente e da possibilidade de ocorrer dano grave ou irreparável (periculum in mora) em decorrência da demora da decisão judicial. Que pode, ou não, ocorrer sem a oitiva prévia do requerido (artigo 804 do Código de Processo Civil brasileiro), dependendo da necessidade.

## Liminar satisfativa
E há liminar que antecipa os efeitos, no todo ou em parte, da resolução da lide já no despacho inicial (liminar satisfativa): a tutela de urgência, prevista no artigo 300 do Código de Processo Civil brasileiro.